# Partido Independiente de Burkina Faso
El Partido Independiente de Burkina Faso (PIB) es una organización política de Burkina Faso, basado en las ideas humanistas, la socialdemocracia y el cooperativismo. Inspirados por la experiencia de su fundador, Maxime Kaboré, que obtuvo en su residencia en Bélgica, donde integró el Partido Social Cristiano que posteriormente se denominó Centro Democrático Humanista.
En las elecciones de presidenciales de 2010 apoyaron la candidatura presidencial de Maxime Kaboré, su fundador, quien logró un quinto lugar con un 1,48%.
En las elecciones legislativas de 2012 no lograron representación parlamentaria.